# Thomas Løvstrøm
Sakæus Thomas Ole Løvstrøm (14. března 1876, Illorsuit – 13. února 1933, Illorsuit) byl grónský lovec a zemský rada zasedající v první a druhé severogrónské zemské radě.

## Životopis
Thomas Løvstrøm pocházel z rodiny Løvstrømů švédského původu. Byl synem Hanse Enoka Nicolaie Mathiase Thomase Løvstrøma (1847–1877) a jeho manželky Johanne Sary Evy Michelsenové (1850–1919). Povoláním byl lovec. Thomas Løvstrøm na jednom zasedání první Severogrónské zemské rady v roce 1911. Po zbytek volebního období místo něj působil jeho zástupce Isak Zeeb. Byl zvolen i v druhém volebním období (1917–1922), ale již v roce 1918 ho nahradil Tobias Willumsen. Zemřel v roce 1933 ve věku 56 let na srdeční chorobu.